# 张振涛 (1968年)
张振涛（1968年10月—），男，汉族，中华人民共和国政治人物。现任中国科学院理化技术研究所研究员，博士生导师。第十四届全国政协委员。